# Горно село (община Долнени)
 Тази статия е за селото в Северна Македония.  За селото в България вижте Горно село.  За селото в Гърция вижте Горно Шел.
Горно село (на македонска литературна норма: Горно Село) е село в община Долнени на Северна Македония.

## География
Разположено е северно от Прилеп, между върховете Негре от изток, Златовръх с манастира Трескавец от юг и Сурун от запад.

## История
В XIX век Горно село е част от Прилепска каза на Османската империя. Църквата „Света Богородица“ е от 1890 година.
След Междусъюзническата война в 1913 година селото попада в Сърбия.